# Barroso (kommun)
Barroso är en kommun i Brasilien.   Den ligger i delstaten Minas Gerais, i den sydöstra delen av landet, 700 km sydost om huvudstaden Brasília. Antalet invånare är 19 623.
Följande samhällen finns i Barroso:
- Barroso

Omgivningarna runt Barroso är huvudsakligen savann. Runt Barroso är det mycket glesbefolkat, med 6 invånare per kvadratkilometer.